# Grégoire Delacourt
Grégoire Delacourt, född 1960 i Valenciennes är en fransk författare.
Grégoire Delacourt första roman "L'écrivain de la famille" sålde över 20 000 exemplar i första utgåvan och fick ett antal utmärkelser, bland annat Prix Marcel Pagnol och Prix Rive Gauche. Hans andra roman, "La liste de mes envies", kom ut 2012 och blev också en stor framgång i Frankrike. Denna andra roman finns översatt till svenska hos Sekwa. En tredje roman utkom 2013, "La première chose qu'on regarde". Denna drog in författaren och förlaget i en rättstvist eftersom Scarlett Johansson (utan att ha blivit tillfrågad) figurerar i boken.